# Robert Battle
Robert Clark Battle (ur. 5 maja 1981 w Filadelfii) – amerykański koszykarz występujący na pozycjach skrzydłowego lub środkowego, posiadający także hiszpańskie obywatelstwo.
W 2009 reprezentował Sacramento Kings, podczas rozgrywek letniej ligi NBA.

## Osiągnięcia
Stan na w 16 listopada 2019, na podstawie, o ile nie zaznaczono inaczej.
NCAA
- Obrońca roku konferencji CAA (2002, 2003)
- Zaliczony do I składu:
  - CAA (2002, 2003)
  - turnieju CAA (2003)
  - defensywnego CAA (2002, 2003)
- Lider CAA w:
  - liczbie:
    - (251) i średniej (9) zbiórek (2002)
    - (91 – 2002, 116 – 2003) i średniej bloków (3,2 – 2002, 3,7 – 2003)
    - celnych rzutów wolnych (153 – 2003)
    - oddanych rzutów wolnych (180 – 2002, 219 – 2003)

  - skuteczności rzutów z gry (54,3% – 2002, 52,9% – 2003)

Drużynowe
- Mistrz:
  - Ligi Południowoamerykańskiej FIBA (2007)
  - Argentyny (2008, 2015)
  - Meksyku (2004)
  - II ligi hiszpańskiej LEB Oro (2009)
  - Torneo Súper 8 (2007)
- Wicemistrz:
  - Ligi Amerykańskiej FIBA (2013)
  - Argentyny (2013)

Indywidualne
(* – nagrody przyznane przez portal eurobasket.com, latinbasket.com)
- MVP:
  - finałów ligi:
    - argentyńskiej (2015)
    - meksykańskiej (2004)

  - sezonu LEB Oro (2009 według Gigantes del Basket)*
  - Torneo Súper 8 (2007)
- Najlepszy*:
  - obcokrajowiec:
    - ligi argentyńskiej (2008, 2012, 2015)
    - LEB Oro (2009)

  - środkowy:
    - ligi argentyńskiej (2008)
    - LEB Oro (2009)
- Obrońca roku LEB Oro (2009)*
- Zaliczony do I składu:
  - ligi argentyńskiej (2008)
  - LEB Oro (2009)*
- Lider:
  - w zbiórkach:
    - ligi południowoamerykańskiej (2007)
    - ligi argentyńskiej (2008)
    - II ligi hiszpańskiej LEB Oro (2006)

  - w blokach:
    - hiszpańskiej ligi ACB (2010)
    - II ligi hiszpańskiej LEB Oro (2006, 2009)
    - ligi południowoamerykańskiej (2007)